# Euproutia rhodosticta
Euproutia rhodosticta är en fjärilsart som beskrevs av George Francis Hampson 1910. Euproutia rhodosticta ingår i släktet Euproutia och familjen mätare. Inga underarter finns listade i Catalogue of Life.